# Evermore (Taylor Swift)
Evermore è il nono album in studio della cantautrice statunitense Taylor Swift, pubblicato l'11 dicembre 2020 dalla Republic.

## Antefatti
Come avvenuto con il precedente Folklore, la cantante ha annunciato l'album 16 ore prima della pubblicazione tramite i suoi canali social, svelandone la copertina e la lista delle tracce.
Swift ha definito l'album come la sorella di Folklore affermando che, in seguito alla sua pubblicazione nel luglio 2020, lei e i suoi collaboratori «non sono riusciti a smettere di scrivere canzoni» e ha descritto il desiderio di continuare come la sensazione di «stare ai margini della foresta folkloriana e avere una scelta: girarsi e tornare indietro o viaggiare più in profondità nella foresta di questa musica. La scelta è stata di vagare più a fondo». Ha anche aggiunto che «ha sentito meno la sensazione di star partendo ma più quella di star tornando», dato che questo non è il suo modo consueto di distribuire musica. Esplorando i temi trattati nei due album, scrive di aver «amato la sensazione di evasione che ha trovato in queste storie immaginarie e non» e di aver «amato i modi in cui gli ascoltatori hanno accolto nelle loro vite i paesaggi immaginari, le tragedie e i racconti epici di amori persi e trovati».
Riferendosi alle misure restrittive durante il periodo natalizio richieste dalla pandemia di COVID-19, ha aggiunto di «sapere che queste festività saranno solitarie per molte persone e se tra loro c'è chi si rivolge alla musica per far fronte alla mancanza dei propri cari, allora questo album è per loro».

## Promozione
In concomitanza con l'uscita del disco, è stato reso disponibile il video musicale del singolo apripista Willow. Il brano, che ha esordito in vetta alla Hot 100 statunitense, ha conferito alla Swift il primato di artista in assoluto a debuttare simultaneamente al vertice della classifica dei singoli statunitense e della Billboard 200 per due volte consecutive.
No Body, No Crime, realizzato con la partecipazione del gruppo musicale statunitense Haim, è stato reso disponibile per le radio country statunitensi a partire dall'11 gennaio 2021 come secondo singolo estratto da Evermore. Il terzo estratto, Coney Island, inciso con la partecipazione del gruppo musicale statunitense The National, è stato mandato al formato radiofonico statunitense adult alternative rock dal 18 del medesimo mese.

## Accoglienza
| Recensione                | Giudizio |
| ------------------------- | -------- |
| AllMusic                  |          |
| Consequence               | B+       |
| DIY                       |          |
| Entertainment Weekly      | A        |
| Exclaim!                  | 7/10     |
| i                         |          |
| musicOMH                  |          |
| NME                       |          |
| Pitchfork                 | 7.9/10   |
| PopMatters                | 8/10     |
| Rolling Stone             |          |
| Slant Magazine            |          |
| Spin                      | 9/10     |
| The A.V. Club             | A-       |
| The Daily Telegraph       |          |
| The Guardian              |          |
| The Independent           |          |
| The Irish Times           |          |
| The Line of Best Fit      | 8/10     |
| The Sydney Morning Herald |          |

Evermore ha ottenuto l'acclamazione universale da parte dei critici musicali. Su Metacritic, sito che assegna un punteggio normalizzato su 100 in base a recensioni selezionate, l'album ha ottenuto un punteggio medio di 85 basato su ventinove recensioni.
Definendo Swift una cantautrice senza rivali, Brodie Lancaster del Sydney Morning Herald ha descritto l'album come un viaggio ancora più profondo nelle narrazioni fittizie della cantante rispetto a Folklore, lodandone la profondità e varietà dei personaggi. Hannah Mylrea scrivendo per NME ha affermato che la cantante in questo album abbia spinto ulteriormente la propria «riscoperta indie», definendolo come una «sorella minore spensierata», mentre Folklore è la «sorella maggiore introspettiva e romantica». Ha aggiunto di aver trovato Evermore un album più sperimentale, in cui la cantante ha avuto modo di espandere la gamma sonora del suo predecessore. Scrivendo per Entertainment Weekly, Maura Johnston ha affermato che Swift «passa al livello successivo» con Evermore, assumendosi dei rischi dal punto di vista musicale e creando dei personaggi dettagliati, rappresentando insieme a Folklore un picco di carriera della cantante.
Secondo la rivista Rumore, che assegna a Evermore un punteggio pari a 72/100, «la mancanza di effetto sorpresa rende la resa un filo più emotivamente distante. Ma parlare di alta borghesia musicale in libera uscita, non renderebbe l'onore delle armi ad una grana compositiva comunque apprezzabile».

### Riconoscimenti di fine anno
- 1º — NJ.com[46]
- 1º — Variety[47]
- 1º — USA Today[48]
- 2º — Slate[49]
- 4º — Our Culture Mag[50]
- 5º — Rolling Stone (Rob Sheffield)[51]
- 6º — The Philadelphia Inquirer[52]
- 6º — Yahoo! (Lori Majewski)[53]
- 7º — Good Morning America[54]
- 9º — Financial Times[55]
- Top 12 — The Boston Globe[56]
- 17º — PopSugar[57]
- 22º — Metacritic[58]
- Top 30 — Glamour[59]
- Meglio del 2020 — Herald Sun[60]
- Meglio del 2020 — KIIS-FM (Tanya Rad)[61]

## Tracce
Testi e musiche di Taylor Swift e Aaron Dessner, eccetto dove indicato.
1. Willow – 3:34
2. Champagne Problems – 4:04 (Taylor Swift, William Bowery)
3. Gold Rush – 3:05 (Taylor Swift, Jack Antonoff)
4. 'Tis the Damn Season – 3:49
5. Tolerate It – 4:05
6. No Body, No Crime (feat. Haim) – 3:35 (Taylor Swift)
7. Happiness – 5:15
8. Dorothea – 3:45
9. Coney Island (feat. The National) – 4:35 (Taylor Swift, William Bowery, Aaron Dessner, Bryce Dessner)
10. Ivy – 4:20 (Taylor Swift, Aaron Dessner, Jack Antonoff)
11. Cowboy Like Me – 4:35
12. Long Story Short – 3:35
13. Marjorie – 4:17
14. Closure – 3:00
15. Evermore (feat. Bon Iver) – 5:04 (Taylor Swift, William Bowery, Justin Vernon)

Tracce bonus nell'edizione deluxe
1. Right Where You Left Me – 4:07
2. It's Time to Go – 4:15

Tracce bonus nell'edizione giapponese
1. Willow (Dancing Witch Version) (Elvira Mix) – 3:04
2. Willow (Lonely Witch Version) – 3:34

## Formazione
Musicisti
- Taylor Swift – voce
- Bryce Dessner – orchestrazione (tracce 1, 4, 5, 7, 9-17), pianoforte (tracce 9 e 14), pulse (traccia 9), chitarra elettrica (traccia 12)
- Aaron Dessner – programmazione drum machine (tracce 1, 4, 5, 7, 9-17), percussioni (tracce 1, 10-12), tastiera (tracce 1, 5, 7, 11, 12, 16 e 17), sintetizzatore (tracce 1, 2, 4, 6, 7, 9-12, 14-17), pianoforte (tracce 1, 2, 4-8, 11, 13-15, 17), chitarra elettrica (tracce 1, 4, 6-12, 16 e 17), basso (tracce 1, 4-9, 12, 14, 16 e 17), chitarra acustica (tracce 1, 2, 4, 6-9, 11-13, 16 e 17), synth bass (tracce 2, 10-13, 17), mandolino e field recording (traccia 6), tamburello (traccia 8), high string guitar (tracce 9 e 10), batteria e rubber bridge guitar (traccia 10), bordone (traccia 13), banjo (traccia 16)
- James McAlister – sintetizzatore (tracce 1, 5, 10, 12 e 14), programmazione drum machine (tracce 1, 5, 10 e 12), percussioni (traccia 5), tastiera (tracce 5 e 10), Vermona pulse (traccia 13), batteria (tracce 14 e 16)
- Bryan Devendorf – percussioni (tracce 1, 10 e 13), programmazione drum machine (tracce 1, 5, 9, 10, 13 e 17), batteria (tracce 9 e 12)
- Yuki Numata Resnick – violino (tracce 1, 4, 5, 7, 9-17)
- Josh Kaufman – chitarra elettrica (tracce 1, 6, 8 e 16), armonium (tracce 4 e 16), lap steel guitar (tracce 4, 6, 10, 11, 15), organo (traccia 6), armonica (tracce 6, 11 e 16), chitarra acustica (traccia 8), mandolino (traccia 11)
- Clarice Jensen – violoncello (tracce 1, 4, 5, 9-13, 15 e 17)
- Jason Treuting – glockenspiel (traccia 1), percussioni (tracce 5, 9 e 13), batteria (traccia 9), crotali (tracce 12 e 15), percussioni metalliche (traccia 12), chord stick (traccia 13, 14 e 17)
- Alex Sopp – flauti (tracce 1 e 15)
- CJ Camerieri – corno francese (traccia 1)
- Thomas Bartlett – tastiera (tracce 1, 4, 7, 8, 16 e 17), sintetizzatore (tracce 1, 4, 7, 8, 10 e 17), pianoforte (tracce 8, 16 e 17)
- Logan Coale – contrabbasso (tracce 2, 10, 11, 14 e 15)
- Jack Antonoff – batteria, percussioni, basso, chitarra elettrica, chitarra acustica, slide guitar, pianoforte, mellotron e cori (traccia 3)
- Mikey Freedom Hart – DX7, chitarra elettrica, chitarra nylon, Rhodes e celesta (traccia 3)
- Sean Hutchinson – batteria (traccia 3)
- Michael Riddleberger – batteria (traccia 3)
- Evan Smith – corno (traccia 3)
- Patrik Berger – OP-1 (traccia 3)
- Bobby Hawk – violino (traccia 3)
- Nick Lloyd – organo Hammond B3 (tracce 4 e 16)
- Benjamin Lanz – trombone (tracce 4 e 10), arrangiamento del corno (traccia 4), sintetizzatore modulare (tracce 8 e 10)
- Danielle Haim – voce (traccia 6)
- Este Haim – voce (traccia 6)
- JT Banes – batteria (tracce 6-8, 10 e 17), percussioni (tracce 8, 16 e 17)
- Ryan Olson – allovers hi-hat generator (tracce 7, 13 e 17)
- Matt Berninger – voce (traccia 9)
- Scott Devendorf – basso e pocket piano (traccia 9)
- Justin Vernon – cori (tracce 10 e 13), triangolo e banjo (traccia 10), batteria (tracce 10, 11 e 14), chitarra elettrica (tracce 10, 11 e 17), Prophet X (traccia 13), Messina (traccia 14), voce (traccia 15), sintetizzatore e field recording (traccia 15), basso e chitarra acustica (traccia 17)
- Kyle Resnic – tromba (tracce 10, 12, 14 e 17)
- Marcus Mumford – cori (traccia 11)
- Marjorie Finlay – cori (traccia 13)
- Trever Hagen – tromba (traccia 14)
- Gabriel Cabezas – violoncello (tracce 14 e 15)
- Dave Nelson – trombone (tracce 14 e 17)
- William Bowery – pianoforte (traccia 15)
- Stuart Bogie – clarinetto contralto, clarinetto contrabbasso e flauti (traccia 15)
- Jonathan Low – programmazione drum machine (traccia 16)

Produzione
- Taylor Swift – produzione esecutiva, produzione (tracce 2, 3, 6 e 15)
- Aaron Dessner – produzione e registrazione (tracce 1, 2, 4-17)
- Jonathan Low – registrazione (tracce 1, 2, 4-17), registrazione voce di Swift (tracce 1-6, 9-15, 17), missaggio
- Greg Calbi – mastering
- Steve Fallone – mastering
- James McAlister – registrazione proprie parti (tracce 1, 5, 10, 12, 14 e 16), produzione aggiuntiva (traccia 14)
- Kyle Resnic – registrazione violino (tracce 1, 4, 5, 7, 9-17), registrazione proprie parti (tracce 10, 12, 14 e 17)
- Alex Sopp – registrazione proprie parti (tracce 1 e 15)
- CJ Camerieri – registrazione proprie parti (traccia 1)
- Thomas Bartlett – registrazione proprie parti (tracce 1, 4, 7, 8, 10, 16 e 17)
- Jack Antonoff – produzione (traccia 3)
- Laura Sisk – registrazione (traccia 3), registrazione voce di Swift (traccia 8)
- John Rooney – assistenza tecnica (traccia 3)
- Jon Sher – assistenza tecnica (traccia 3)
- Mikey Freedom Hart – registrazione proprie parti (traccia 3)
- Sean Hutchinson – registrazione proprie parti (traccia 3)
- Evan Smith – registrazione proprie parti (traccia 3)
- Jon Gautier – registrazione violino (traccia 3)
- Nick Lloyd – registrazione proprie parti (tracce 4 e 16)
- Benjamin Lanz – registrazione proprie parti (tracce 4, 8, 10)
- Ariel Rechtshaid – registrazione voci delle Haim (traccia 6)
- Matt DiMona – registrazione voci delle Haim (traccia 6)
- JT Banes – registrazione proprie parti (tracce 6-8, 10, 16 e 17)
- Robin Baynton – registrazione voce di Swift (tracce 7, 9 e 16), registrazione cori di Mumford (traccia 11), registrazione pianoforte di Bowery (traccia 15)
- Ryan Olson – registrazione proprie parti (tracce 7, 13 e 17)
- Josh Kaufman – registrazione proprie parti (traccia 8)
- Bryce Dessner – produzione (traccia 9), registrazione proprie parti (tracce 9 e 14)
- Sean O'Brien – registrazione voce di Berninger (traccia 9)
- Justin Vernon – registrazione proprie parti (tracce 10, 11, 13, 14, 15 e 17)
- BJ Burton – produzione aggiuntiva (traccia 14)
- Trever Hagen – registrazione proprie parti e no-input mixer (traccia 14)
- Gabriel Cabezas – registrazione proprie parti vocali (tracce 14 e 15)
- Dave Nelson – registrazione proprie parti vocali (tracce 14 e 17)
- Stuart Bogie – registrazione proprie parti vocali (traccia 15)

## Successo commerciale
Secondo la Republic Records, Evermore ha totalizzato più di un milione di unità equivalenti a livello globale nella settimana di pubblicazione, includendo 500 milioni di riproduzioni in streaming di cui 100 milioni ricavate dal singolo Willow. Si tratta dell'ottavo disco consecutivo della cantante a vendere più di un milione di copie nella settimana di commercializzazione.
Negli Stati Uniti Evermore ha debuttato in cima alla Billboard 200, segnando l'ottava numero uno per la cantante in madrepatria. A sole 18 settimane dal debutto di Folklore Swift è diventata la prima artista donna ad accumulare due album in vetta alla classifica nel minor tempo possibile, superando Olivia Newton-John che raggiunse questo traguardo tra ottobre 1974 e marzo 1975. Inoltre è diventata la seconda artista donna ad avere più album in prima posizione negli Stati Uniti, eguagliando Barbra Streisand e posizionandosi dietro solamente Madonna. Nel corso della settimana ha totalizzato 329 000 unità equivalenti, di cui 154 500 sono copie pure, 167 000 sono stream-equivalent units risultanti da 220,49 milioni di riproduzioni in streaming dei brani e infine 8 000 sono track-equivalent units risultanti da 80 000 vendite digitali delle singole tracce. In questo modo ha segnato il quinto miglior debutto del 2020 e il secondo per un album non R&B/hip hop dopo Folklore. Ha trascorso una seconda settimana in vetta con altre 169 000 unità distribuite, segnando un decremento complessivo del 49%. In Canada il disco ha registrato il quinto debutto più alto del 2020, con 30 000 unità vendute nella sua settimana d'esordio.
Nel Regno Unito l'album ha esordito in vetta alla classifica degli album con 27 532 unità, segnando la sesta numero uno di Swift che è così diventata la quarta artista con il maggior numero di album al primo posto nel paese, eguagliando Barbra Streisand e posizionandosi dietro Madonna e Kylie Minogue; è inoltre diventata la prima artista ad aver accumulato due primi posti nell'arco di un anno da David Bowie che raggiunse questo traguardo nel 2016. Ha poi trascorso una seconda settimana in vetta nella settimana dell'8 gennaio 2021 grazie a 7 330 unità, tra cui 1 849 copie fisiche. In Irlanda Evermore è risultato l'album più riprodotto della settimana, debuttando in classifica al 3º posto e regalando così alla cantante la sua ottava top ten.
Il disco ha fatto il suo ingresso al vertice della classifica australiana, assegnando alla cantante la sua settima numero uno. A 19 settimane da Folklore, ha infranto il record di Ariana Grande di minore tempo trascorso tra due album numero uno. Ha trascorso una seconda settimana in cima alla classifica, regalando alla cantante la sua sesta settimana complessiva al primo posto nel 2020. Medesima posizione raggiunta anche nella classifica neozelandese, dove Evermore è diventato l'ottavo album numero uno di Swift.

## Classifiche

### Classifiche settimanali
| Classifica (2020-21) | Posizione massima |
| -------------------- | ----------------- |
| Argentina            | 1                 |
| Australia            | 1                 |
| Austria              | 2                 |
| Belgio (Fiandre)     | 1                 |
| Belgio (Vallonia)    | 20                |
| Canada               | 1                 |
| Croazia              | 1                 |
| Danimarca            | 2                 |
| Finlandia            | 7                 |
| Francia              | 68                |
| Germania             | 5                 |
| Giappone             | 20                |
| Grecia               | 1                 |
| Irlanda              | 2                 |
| Islanda              | 18                |
| Italia               | 26                |
| Lituania             | 5                 |
| Norvegia             | 3                 |
| Nuova Zelanda        | 1                 |
| Paesi Bassi          | 3                 |
| Polonia              | 46                |
| Portogallo           | 1                 |
| Regno Unito          | 1                 |
| Repubblica Ceca      | 8                 |
| Slovacchia           | 23                |
| Spagna               | 11                |
| Stati Uniti          | 1                 |
| Svezia               | 3                 |
| Svizzera             | 4                 |
| Ungheria             | 20                |

### Classifiche di fine anno
| Classifica (2020) | Posizione |
| ----------------- | --------- |
| Australia         | 47        |
| Classifica (2021) | Posizione |
| Australia         | 15        |
| Belgio (Fiandre)  | 23        |
| Canada            | 9         |
| Danimarca         | 45        |
| Germania          | 65        |
| Irlanda           | 21        |
| Nuova Zelanda     | 24        |
| Paesi Bassi       | 71        |
| Portogallo        | 62        |
| Regno Unito       | 31        |
| Spagna            | 55        |
| Stati Uniti       | 4         |
| Svizzera          | 56        |
| Classifica (2022) | Posizione |
| Australia         | 59        |
| Belgio (Fiandre)  | 99        |
| Regno Unito       | 76        |
| Classifica (2023) | Posizione |
| Portogallo        | 53        |
| Spagna            | 83        |
| Classifica (2024) | Posizione |
| Croazia           | 24        |
| Portogallo        | 35        |

## Date di pubblicazione
| Paese       | Data di pubblicazione | Formato                      | Edizione | Etichetta                | Note    |
| ----------- | --------------------- | ---------------------------- | -------- | ------------------------ | ------- |
| Mondo       | 11 dicembre 2020      | Download digitale, streaming | Standard | Taylor Swift Productions | [ 106 ] |
| Mondo       | 18 dicembre 2020      | CD                           | Deluxe   | Universal                | [ 107 ] |
| Stati Uniti | 18 dicembre 2020      | CD                           | Deluxe   | Republic                 | [ 108 ] |
| Regno Unito | 18 dicembre 2020      | CD                           | Deluxe   | EMI                      | [ 109 ] |
| Mondo       | 7 gennaio 2021        | Download digitale, streaming | Deluxe   | Taylor Swift Productions | [ 110 ] |
| Giappone    | 22 gennaio 2021       | CD                           | Japan    | Universal Japan          | [ 111 ] |
| Brasile     | 29 gennaio 2021       | CD                           | Deluxe   | Universal Brasil         | [ 112 ] |
| Mondo       | 12 febbraio 2021      | MC                           | Deluxe   | EMI, Republic, Universal | [ 113 ] |
| Canada      | 21 febbraio 2021      | MC                           | Deluxe   | Universal Canada         | [ 114 ] |
| Mondo       | 28 maggio 2021        | LP                           | Deluxe   | EMI, Republic, Universal | [ 115 ] |
| Brasile     | 30 luglio 2021        | LP                           | Deluxe   | Universal Brasil         | [ 116 ] |